# Unió Socialista Sudanesa
La Unió Socialista Sudanesa, USS (Sudanese Socialist Union, SSU) fou un partit polític del Sudan, partit únic entre 1972 i 1985.
L'oposició del Partit Comunista del Sudan a la formació d'un partit únic de model nasserista anunciada el 25 de maig de 1971, va quedar liquidada el juliol de 1971. Una part del Partit Comunista fou eliminada per la repressió (empresonaments, exilis...) i la part minoritària va participar en l'establiment del partit únic. El primer Congrés del partit es va celebrar el gener del 1972 i Gaafar al-Numeiry fou elegit president del Comitè Executiu Central i es van aprovar els estatuts. Entre el 22 de setembre i el 4 d'octubre es van celebrar eleccions a una Assemblea Popular Nacional que es va obrir el 12 de desembre de 1972 sent tots els electes de la USS. El novembre es van completar els òrgans del partit. La nova constitució fou aprovada el maig de 1973, reconeixent-se l'autonomia regional del sud, el monopoli del poder per un sol partit, l'islam com a religió principal i el cristianisme com a religió d'una part important del poble sudanès.
Al-Nimeyri fou reelegit president amb el 99,1% dels vots en l'elecció presidencial de 10 i 20 d'abril de 1977. El 2 i 11 de febrer de 1978 es van celebrar eleccions legislatives en què el partit únic lògicament va aconseguir tots els escons (274) més els 30 de designació presidencial. El 1979 al-Nimeiry va nomenar Hasan al-Turabi com a fiscal general i es va acostar als Germans Musulmans del Sudan. El 28 d'abril i 10 de maig de 1980 es van fer noves eleccions i els ara 322 diputats electes foren naturalment tots per la USS igual que els 36 nomenats pel President. El nombre de parlamentaris fou reduït i les eleccions de 13 de novembre de 1981 i 15 de gener de 1982 van donar a la USS els 138 escons elegits i els 13 de nomenament presidencial.
El 1983 els Germans Musulmans del Sudan ja imposaven la seva política al president i a la Unió Socialista Sudanesa i van forçar la instauració de la llei islàmica o xaria a tot el país provocant la guerra civil. L'abril Nimeiry fou reelegit president amb el 99,6% dels vots
El 6 d'abril de 1985 el general Abdel Rahman Swar al-Dahab d'acord amb els partits polítics del país, va enderrocar a Gaafar al-Nimeiry que estava de visita oficial als Estats Units i va restablir la democràcia. La Unió Socialista Sudanesa fou dissolta. Els Germans Musulmans van operar llavors com a Front Nacional Islàmic i van agafar el poder per un cop d'estat dels seus homes dins de l'exèrcit el 20 de juny de 1989. Els partits foren prohibits, però a partir del 1993 alguns foren tolerats; no obstant a les eleccions del 1996 els partits encara restaven prohibits. Es van autoritzar per a les eleccions del 2000, però els principals no ho van acceptar.
Nimeyri va retornar al Sudan el maig de 1999 i va tenir una benvinguda entusiasta que va sorprendre a molts dels seus detractors. Va fundar llavors l'Aliança de les Forces del Poble Treballador un partit nacionalista panarabista moderadament a l'esquerra que es pot considerar hereu de la USS. El següent any, concorria a l'elecció presidencial contra el president en exercici Omar al-Bashir, però només va obtenir un 9,6% dels vots en unes eleccions que foren boicotejades per l'oposició sudanesa i de les quals es considerava que estaven manipulades. El 2005, el partit de Nimeiry, l'Aliança de les Forces del Poble Treballador, signava un acord de fusió amb el Partit del Congrés Nacional del president Omar al-Bashir que governava al Sudan. El Partit del Congrés Nacional va negociar un final a la guerra civil del Sudan (2002) i va signar l'anomenat Acord de Pau Complet a Nairobi el 9 de gener de 2005.
Després de la mort de Nimeiry el maig de 2009, l'anterior membre de Consell de Comandament Revolucionari, Khaled Hassan Abbas, fou elegit cap de l'Aliança de les Forces del Poble Treballador. Les divisions en entre els seguidors que Nimeiry van esclatar entre els que donaven suport a la unió amb el Partit de Congrés Nacional i altres que renegaven d'aquesta unió i refusaven implementar-la. Un altre grup dissident dirigit per la Professora Dra. Fatima Abdel Mahmoud va fundar el maig del 2007 la Unió Socialista Democràtica Sudanesa com el partit successor de la Unió Socialista Sudanesa; Fatima Abdel Mahmoud, fou la primera dona ministre al Sudan durant els anys 1970, i la primera dona sudanesa que va disputar una elecció a la Presidència del Sudan l'11 a 15 d'abril del 2010 (30.562 vots, el 0,30%); el partit va concórrer també a les eleccions generals de l'11 a 15 d'abril del 2010 amb poc èxit.